# ماساشي سادا
ماساشي سادا (باليابانية: さだ まさし) (10 أبريل 1952، ناغاساكي في اليابان)؛ مغن مؤلف، مغني، شخصية أعمال، مخرج أفلام، ممثل وروائي ياباني.

## روابط خارجية
- ماساشي سادا على موقع IMDb (الإنجليزية)
- ماساشي سادا على موقع ألو سيني (الفرنسية)
- ماساشي سادا على موقع ميوزك برينز (الإنجليزية)
- ماساشي سادا على موقع أول موفي (الإنجليزية)
- ماساشي سادا على موقع أول ميوزيك (الإنجليزية)
- ماساشي سادا على موقع ديسكوغز (الإنجليزية)
- ماساشي سادا على موقع قاعدة بيانات الفيلم (الإنجليزية)
- ماساشي سادا على موقع كينوبويسك (الروسية)
- ماساشي سادا على موقع ANN person (الإنجليزية)